# 16–17. századi velencei védművek
A 16–17. századi velencei védművek Stato da Terra – nyugati Stato da Mar 2017 óta az UNESCO hat elemből álló transznacionális kulturális világöröksége, amelynek erődjei az egykori Velencei Köztársaság területén álltak, ma Olaszországban, Horvátországban és Montenegróban találhatóak.

## Története
A védművek a Velencei Köztársaság több évszázados Földközi-tengeri és gazdasági hatalmának tanúi. A hat különálló helyszín Lombardiától a montenegrói partig több mint 1000 kilométer távolságot ölel fel, és együtt képviselik a Serenissima 16. és 17. század között kiépült védelmi rendszerét, egyben bemutatják az olasz stílusú várépítészet és erődépítészet fejlődését. A Stato da Terra (a szárazföldi állam) védelmi struktúrái északnyugat felől, az európai hatalmaktól óvták a köztársaságot, a Stato da Mar (a tengeri állam) az Adriai-tengertől kelet felé tartó tengeri kereskedelmi útvonalakat és hozzájuk tartozó kikötőket védte. A rendszer a velenceiek fennhatóságát képviselte a meghódított területeken és elősegítette a további terjeszkedést, valamint válasz volt a fegyverek technikai fejlődésére. 
A puskapor használatának elterjedése átalakította a hadviselési szokásokat. Sőt hadügyi forradalom zajlott a 16–17. században, amelynek egyik oldalán az egyre hatékonyabb lőfegyverek és ágyúk álltak, a másikon pedig az erre válaszul megépített, alacsony, de vastag falakkal rendelkező, bonyolult – mértani – alaprajzú várerődök. A védelmi célú építészetben ezt a folyamatot az úgynevezett "alla moderna", azaz modern stílusú bástyákkal erősített védőfalak elterjedése mutatja be. Az újításuk abban állt, hogy a kizárólag egyenes falszakaszok alkalmazásával és az új, kiugró, oldalazó védmű, a bástya építésével megsokszorozták a védekezés hatékonyságát.
A 15. század végén és a 16. század elején Itáliában kialakult erődépítészeti rendszer döntően befolyásolta a stratégiai gondolkodást, hiszen egy-egy kiépített erődöt már csak módszeres ostrommal lehetett elfoglalni. Ott, ahol az új típusú építési módszereket bevezették, kevés vár uralt hatalmas területeket. Ez azt jelentette, hogy a háborúk ostromok sorozatából álltak, míg a nyílt csaták vesztettek jelentőségükből.
A terep adottságaihoz igazodó, precízen megkomponált védművek együttes területe körülbelül 378 hektár, az őket körülvevő pufferzónákkal együtt 1749 hektár. A hat erőd együttesen mutatja be a transznacionális örökség univerzális értékeit és tulajdonságait, ideértve tipológiai változatosságukat, vizuális integritásukat és állapotukat.

## Helyszínek
A 16. és 17. századból származó velencei védelmi struktúrákat 2017-ben a Világörökség Bizottság 41. ülésének döntése alapján vetették fel az UNESCO világörökségi listájára. A bejegyzés a III és IV kritériumok alapján történt. 

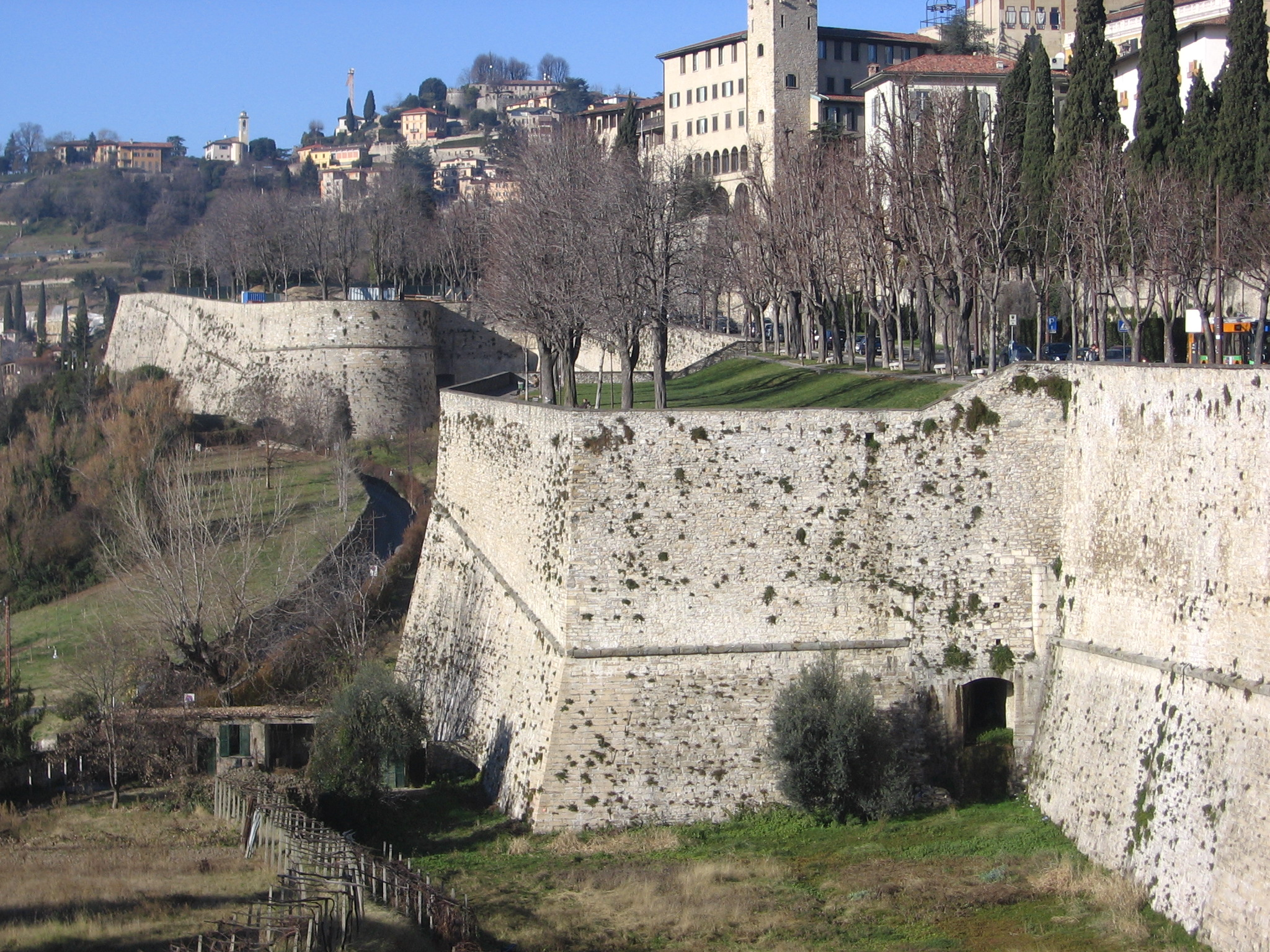
Bergamo Lombardia Olaszország
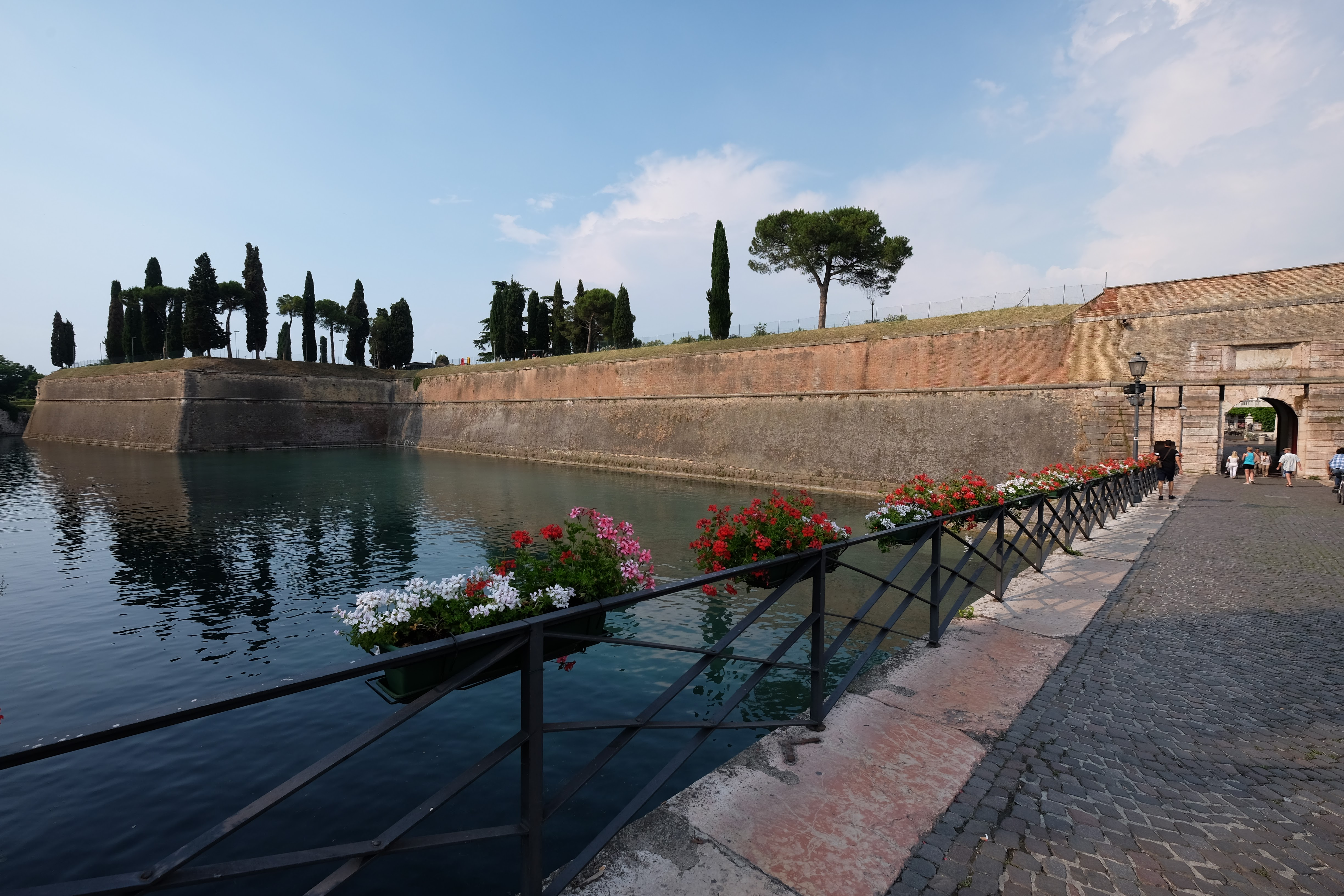
Peschiera del Garda Veneto Olaszország
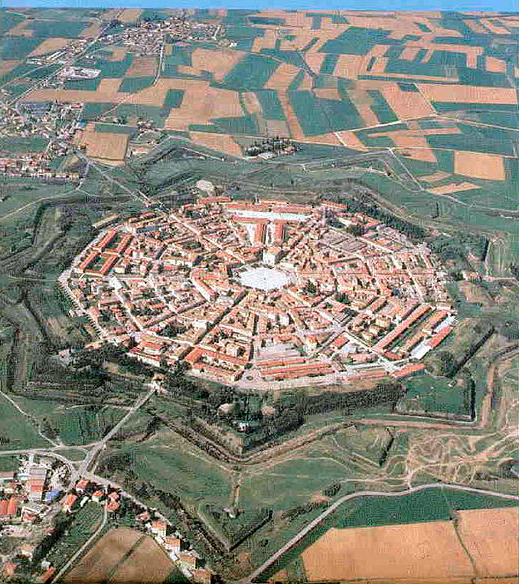
Palmanova Friuli-Venezia Giulia Olaszország
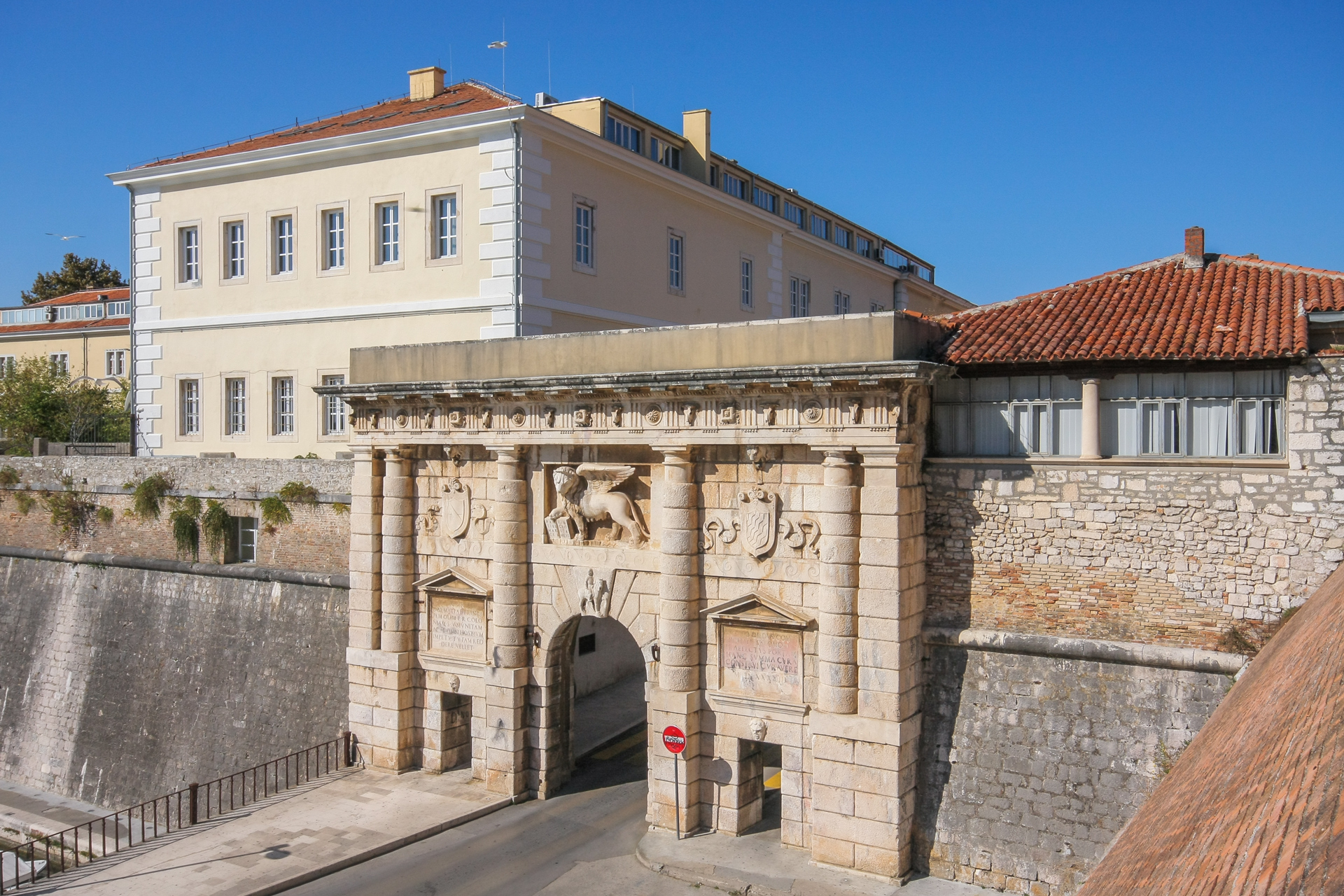
Zára erődje Horvátország
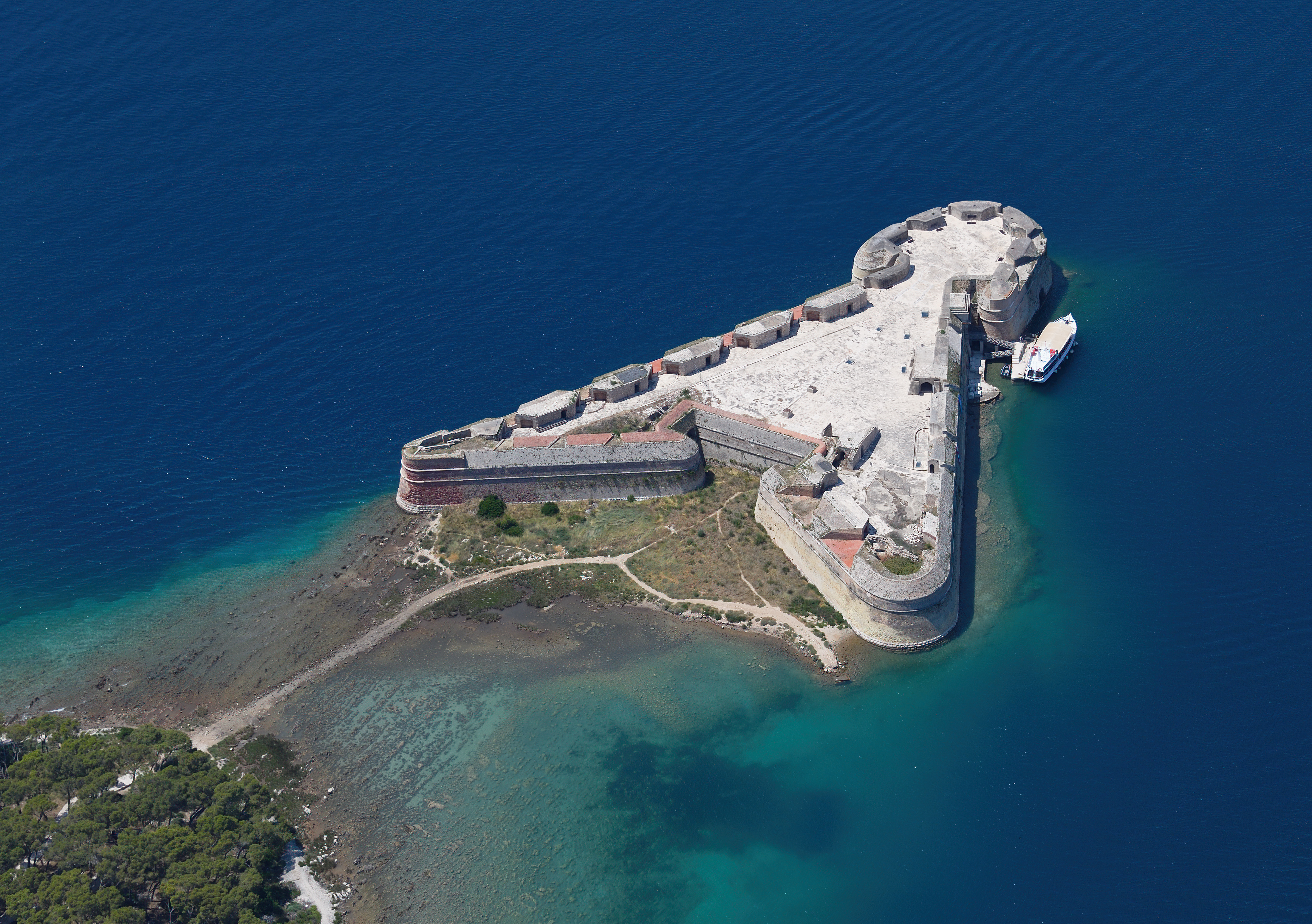
Szent Miklós erőd (Šibenik) Horvátország
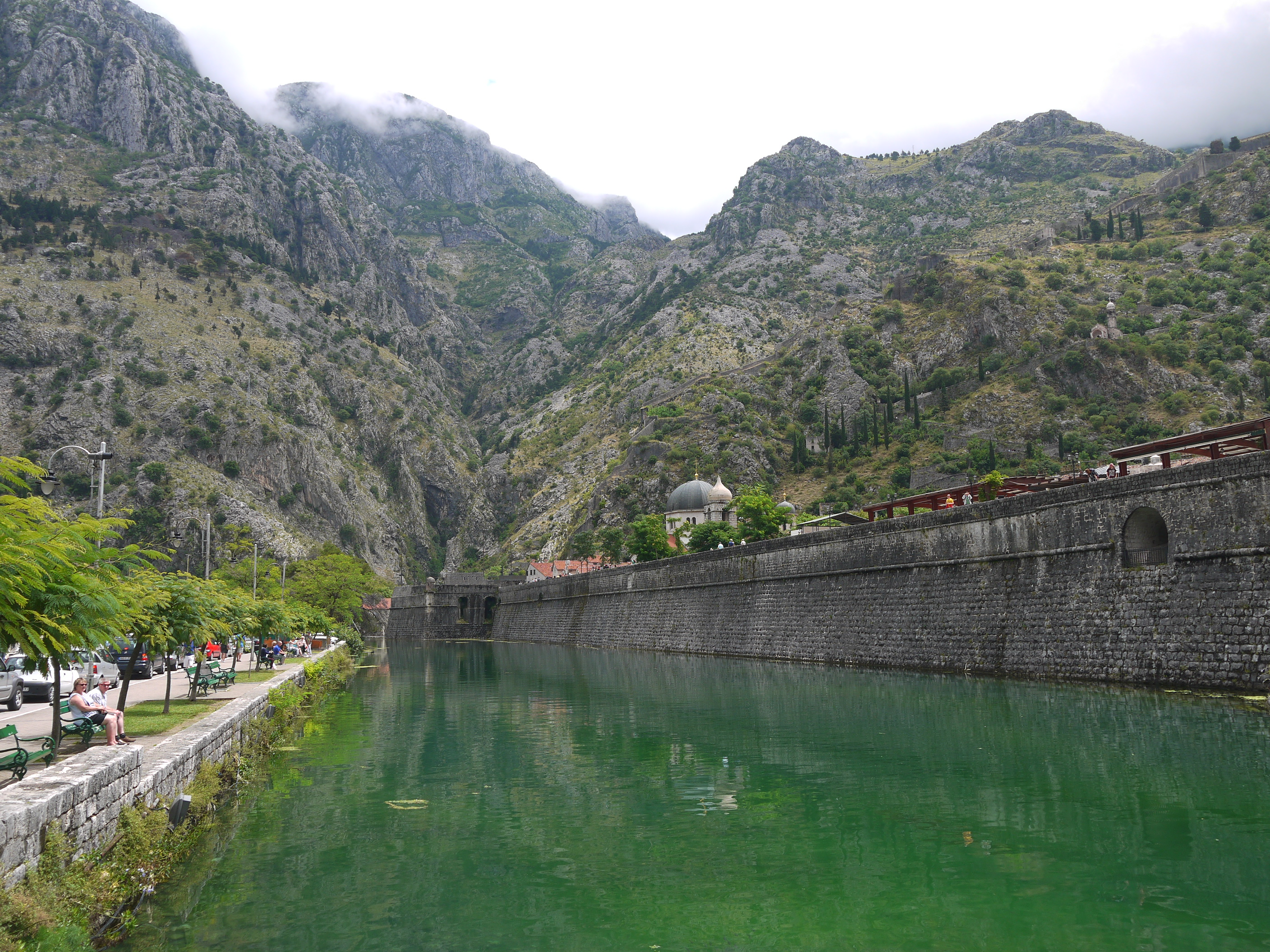
Kotor erődített városa Montenegró

### Elhelyezkedésük
| Bergamo Peschiera del Garda Palmanova Észak-Olaszország | Szent Miklós erőd (Šibenik) Zára erődje Horvátország | Kotor erődített városa Montenegró |